# 古川麒一郎
古川 麒一郎（ふるかわ きいちろう、1929年7月22日 -2016年6月29日）は、日本の天文学者。理学博士（1969年）。東京大学東京天文台助教授、国立天文台助教授を歴任。専門は、位置天文学・天体力学・測地学。

## 人物・業績
大阪府出身。大阪府立住吉中学校（現・大阪府立住吉高等学校）在学中からアマチュア天文家として活動。アマチュア天文家としては戦時中の1944年に福岡市を本拠地とする筑紫天文同交会に入会し、主に変光星の観測を行った。筑紫天文同交会が1947年3月に解散してからは変光星の観測結果をアメリカ変光星観測者協会や日本天文研究会に報告していた。
1953年浪速大学（現・大阪府立大学）工学部工業化学科を卒業したが、プロの天文学者を志し京都大学大学院理学研究科宇宙物理学専攻に進学、上田穣に師事した。1958年京大大学院理学研究科宇宙物理学専攻博士課程を修了。
水沢緯度観測所（現・水沢VLBI観測所）主任研究官・東京大学東京天文台助教授を歴任。その間1969年には理学博士の学位を取得。1988年国立天文台の発足に伴い国立天文台助教授に就任。1990年定年退官し、1992年女子美術大学芸術学部教授に就任。
小惑星番号2271番の木曾をはじめ、長野県木曽郡木曽町の東京大学大学院理学系研究科附属天文学教育研究センター木曽観測所において、1976年以降、多数の小惑星を発見した。
カール・ラインムートが1929年1月29日に発見した小惑星番号3425番古川は彼に因む。

## 研究テーマ
- 太陽系内の天体の力学[1]
- 基本星表[1]
- 中国古代暦法[1]

## 所属学会
- 日本天文学会[1]
- 日本測地学会[1]
- 国際天文学連合[1]